# Stefano Sandrone
Stefano Sandrone (1988) est un chercheur en neurosciences italien, Teaching Fellow  à l’Imperial College London.

## Vie et œuvres
Stefano Sandrone est né à Canelli, Italie, le 1er février 1988, et a obtenu un doctorat en neurosciences au King's College London au Royaume-Uni, où il a commencé sa carrière comme teaching fellow.
En 2014, il a été sélectionné comme jeune scientifique pour la 64e Rencontre des lauréats du prix Nobel à Lindau en physiologie ou médecine, qui a réuni 37 lauréats du prix Nobel, et est apparu dans la liste du magazine Wired citant les « Italiens les plus prometteurs moins de 35 ans ». 
En 2015, il a coécrit le livre intitulé Brain Renaissance, et, pour cela, il a remporté le Prix Biennal du Meilleur Livre de l'Histoire des Neurosciences présenté par la Société internationale pour l’histoire des neurosciences. Il est également apparu en tant que contributeur à la 41e édition du Gray's Anatomy.
En 2016, Sandrone a reçu le prix H. Richard Tyler présenté par l’Académie américaine de neurologie, et l'année suivante il a été élu vice-président de la section d'histoire de la neurologie au sein de la même académie, devenant ainsi le plus jeune vice-président de l’Académie américaine de neurologie. En 2017, il a également été reconnu comme Fellow de la Higher Education Academy.
Les travaux de Sandrone incluent la redécouverte du manuscrit de la première expérience neuroimagerie fonctionnelle, qui a été présenté dans plusieurs magazines et journaux,,,,,,.